# Základní škola v Hornické Čtvrti
Budova bývalé malotřídní základní školy postavená ve funkcionalistickém stylu se nalézá ve vesnici Hornická Čtvrť, místní části městečka Chvaletice v okrese Pardubice. Budova základní školy z roku 1930 představuje kvalitní autorské dílo pardubického architekta Karla Řepy. Budova je od 30. 9. 2009 chráněna jako nemovitá kulturní památka ČR.

## Popis
Patrová prostorově členitá budova školy zasazená do svahu připomíná spíše prvorepublikovou vilu. Budova je koncipovaná na základě průniku několika nestejných hmot. Základem je krychlová hmota s pravoúhle vykrojeným rohem a valbovou střechou, do které je v sousedním nároží vsunut dominantní půlválec s dvouramenným schodištěm. V podélném směru se k budově připojuje přízemní křídlo se třídami, s vysokou valbovou střechou.
Dvoutřídní škola fungovala do roku 1961, kdy byla posunuta takzvaná lomová hrana tehdejšího manganového lomu asi 140 metrů pod školní budovu a byla naplánovaná její demolice.
Z rozšíření manganového lomu nakonec sešlo a tím došlo i k záchraně školy. Objekt se z velké míry dochoval v autentickém stavu včetně výplňových prvků, schodiště nebo vestavěných skříní ve třídách. Od roku 2019 probíhá po etapách obnova kulturní památky s cílem vzniku spolkového domu a centra historie těžby v Železných horách.

## Fotogalerie

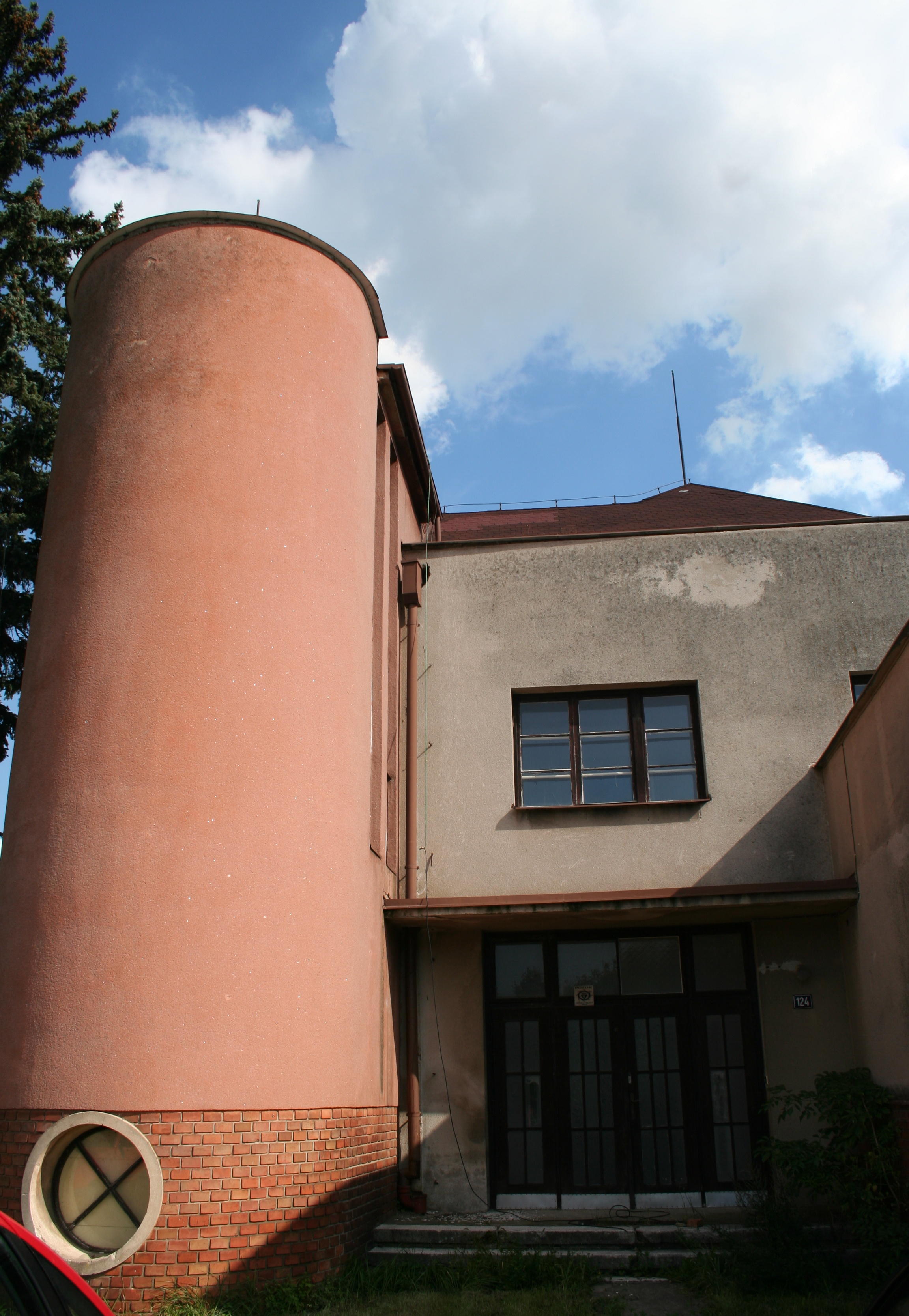
Škola v Hornické čtvrti ve Chvaleticích - hlavní vchod
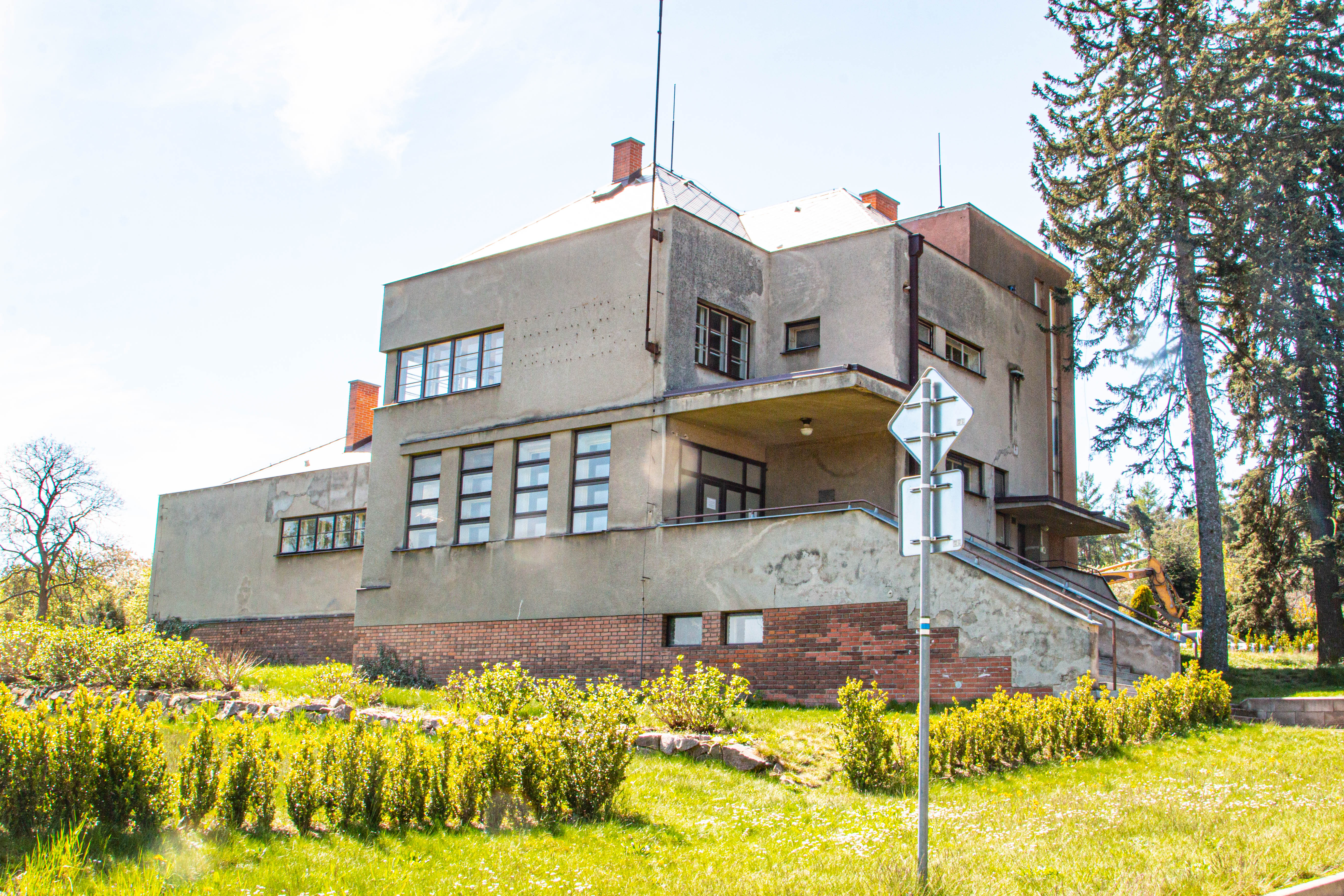
Škola v Hornické čtvrti ve Chvaleticích
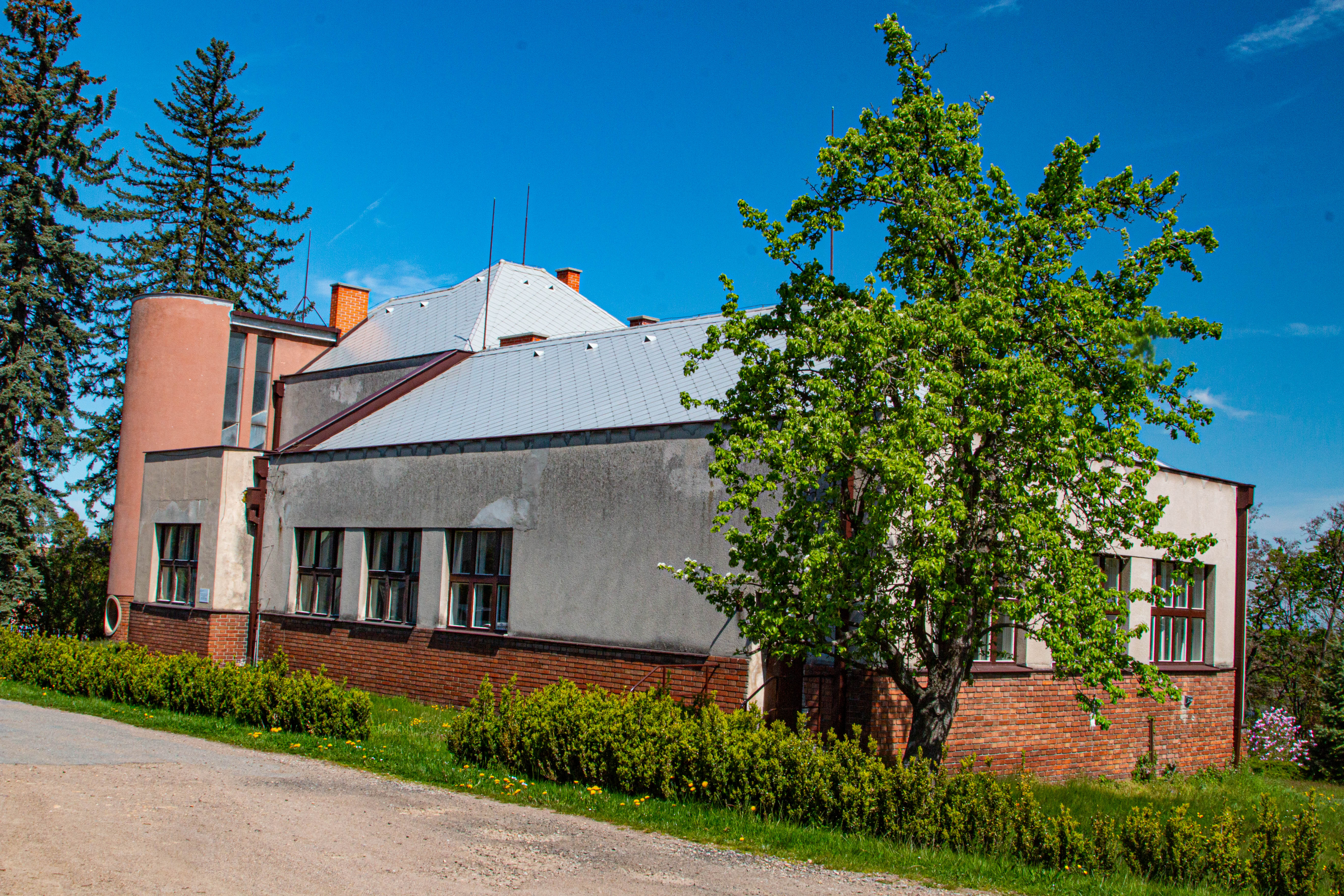
Škola v Hornické čtvrti ve Chvaleticích